# Иља Глазунов
Иља Глазунов (рус. Илья Глазунов: 10. јун 1930 — 9. јул 2017) је руски уметник пореклом из Петрограда. Оснивач је Руске академије сликарства, вајарства и архитектуре у Москви (рус. Российская академия живописи, ваяния и зодчества) где је, такође, имао службу ректора све до своје смрти. Носилац је титуле Руски народни уметник.
Слике Иље Глазунова садрже, углавном, историјске и религијске теме. Позната дела улључују: Русија вечно, Мистерија двадесетог века, Рушење храма на ускршњу ноћ и илустрације ликова дела Фјодора Михајловича Достојевског.

## Биографија
Иља Глазунов је рођен у Лењинграду, данас Санкт Петербург од оца Сергеја Фјодоривича Глазунова и мајке Олге Константиновне Глазунове (девојачко Флуг). Оба родитеља су припадали руском племству. Његов отац је био историчар. Као дете похађао је основну школу уметности, а затим средњу уметничку школу у историјској Петроградској области.
Током Великог отаџбинског рата преживео је опсаду Лењинграда . Његови отац, мајка и други рођаци то нису преживели. Године 1942. са непуних једанаест година транспортован је из опкољеног Лењинграда ''путем живота'' . Остао је у селу Гребло у Новгородској регији. Године 1944. се вратио у Лењинград и учио у лењинградској средњој школи (гимназија) уметности. Од 1951. год до 1957. год студирао је уметност на Иље Репина Институт живописи, ваяния и архитектуры под руководством професора Бориса Логансона.
Године 1956. оженио се Нином Виноградова-Беноа. Лик Нине је насликао у пуно својих радова. Нина Александровна је потомак Беноа породице Benois family, познате у историји уметности. Њен стриц је био уметнички директор опере La Scala у Милану 30 година. Дана 24. мај 1986. Нина Виноградова-Беноа је извршила самоубиство, само неколико дана пре отварања изложбе свога мужа у Москви (московски Велики мањеж). Њихова деца, Иван и Вера, су обоје постали остварени уметници.
Успех Иље Глазунова, на интернационалном такмичењу младих уметника у Прагу, подстакао је отварање његове прве самосталне изложбе у Москви 1957. године. Убрзо након 1960. год отпутовао је у Италију, по први пут, да слика портрете многих глумаца и глумица, укључијући Ђину Лолобриђиду и Аниту Екберг. Такође је насликао портрете многих политичких вођа, укључијући Индиру Ганди, Леонида Брежњева, Јурија Лушкова и Андреја Громикова. Године 1978. Иља Глазунов почиње да предајае на Московский университет искуств. Године 1987. оснива: Российская академия живописи, ваяния и зодчества Russian Academy of Painting, Sculpture and Architecture.
Иља Глазунов је био познат по свом активном политичком ставу заснованом на његовим патриотским, монархистичким и антидемократским погледима. Током 1970-их година успротивио се спровођењу генералног плана за обнову Москве, који је претио да уруши историјске темеље (изглед, значај, положај, смисао, дух...) Москве. Заједно са Вјачеславом Овчињиниковим Vyacheslav Ovchinnikov прикупио је потписе угледних научних и културних радника, протестно писмо је послао Политбироу. Пројекат је тада јавно објављен, жестоко критикован и, као резултат тога, отказан. То је довело до стварања цивилне комисије, која је пратила друге планове за реконструкцију. Глазунов је био један од главних заговорника обнове Храма Христа Спаситеља у Москви (Церковь Христа Спасителя) и један од суоснивача сверуског друштва за заштиту историјских и културних споменика (VOOPIiK).
Иља Глазунов је умро од срчане инсуфицијенције 9. јул 2017. у 87-ој години живота. Сахрањен је 11. јула на гробљу Новодевичје (рус. Новодевичье кладбище).

## Дела
- Велики експеримент — епско платно Глазунова о Русији у двадесетом веку.
- "Легенда Великог Инквизитора" триптих

Илустрације ликова из романа Ф. М. Достојевског:
Злочин и казна, Идиот, Зли дуси, Младић, Браћа Карамазови.
- Велики Инквизитор  у левом делу триптиха Триптих.
- Голгота централни део триптиха.
- Достојевски Ноћ десни део триптиха.

## Награде и почасти
Мала планета, 3616 Глазунов, откривена од стране совјетског астронома Људмиле Зурављове 1984. године, названа је по њему.
- Орден заслуга за отаџбину:
  - Прве класе (10. јун 2010) — за изванредан допринос развоју националне уметности, вишегодишње креативне и образовне активности[11][12]
  - Друге класе (11. октобар 2005) — за изванредна достигнућа на пољу домаће уметности и образовања
  - Треће класе (9. јун 2000) — за изванредан допринос развоју националне уметности[13]
  - Четврте класе (29. мај 1995) — за служење држави, достигнућа у раду и значајан допринос јачању пријатељства и сарадње међу народима
- Орден Црвени Барјак за Рад (1985)
- Народни уметник СССР (1980)
- Почасни уметник РСФСР (1973)
- Државна Награда Руске Федерације (1997) за рестаурацију Московског кремља
- Значка „За служење Москви” — за његове велике услуге у уметности и уметничком образовању
- Орден Ст. Андреј Рубљев прве класе (Руска православна црква, 4. децембар 2010) — за изванредан допринос развоју руске уметности, на осамдесету годишњицу његовог рођења
- Почасни члан историјског и патриотског удружења „Руски Барјак” (1989)
- Доживотни ректор Руске академије сликарсрва, вајарства и архитектуре.
- Члан академије менаџмента у образовању и култури (1997)
- Награда: "Најистакнутији уметник двадесетог века", по анкети грађана (1999)
- UNESCO: "Златна медаља за изванредан допринос светској култури".
- Члан Руске академије уметности (2000)